# 마리아 슈라이버
마리아 슈라이버(영어: Maria Shriver, 1955년 11월 6일 ~ )는 미국의 작가이자 언론인이며, 아널드 슈워제네거의 전 부인이다.
존 F. 케네디 미국 대통령의 외조카이며 마리아 슈라이버의 어머니인 유니스 케네디 슈라이버가 존 F. 케네디의 여동생이다.

## 같이 보기
- 케네디가